# ام کداده
ام کداده یک منطقهٔ مسکونی در سودان است که در دارفور شمالی واقع شده‌است.